# Слаутін Олег Геннадійович
Олег Геннадійович Слаутін (нар. 21 квітня 1986, Сімферополь, УРСР) — український та білоруський футболіст, футзаліст та пляжний футболіст, нападник футзального клубу «Форте» та збірної Білорусі з пляжного футболу.

## Життєпис
У 2005 році потрапив у сімферопольське «Динамо-ІгроСервіс». У складі команди в Першій лізі України провів 2 матчі (проти «Борисфена» та «Карпат»), у сезоні 2005/06 років.
У 2006 році виступав у чемпіонаті Криму за клуби «Орбіта» з селища Красногвардійське та «Алушту». Грав на першість міста Сімферополя за ФК «Столичні ковбаси». У 2007 році в складі «Чорноморнафтогазу» виграв Кубок Криму, в фіналі команда обіграла «Орбіту-Нашу Рябу» (0:5), Слаутін відзначився першим голом у матчі на 42 хвилині.
З 2008 року по 2009 рік виступав за футзальну команду «Водник-Спартак» з Алушти.
У 2010 році грав за аматорську команду «Урожай» з міста Вітебськ, яка виступала в чемпіонаті міста. Слаутін в 10 матчах відзначився 32 м'ячами, після чого Вітебська міська федерація футболу назвала його відкриттям сезону. Разом з командою став володарем Кубка Вітебська в 2010 році. Після цього його запросили на перегляд у «Вітебськ», з яким він підписав контракт.
Виступаючи за «Вітебськ» у сезоні 2010 року провів загалом 6 матчів у чемпіонаті Білорусі, переважно виходячи на заміну. У січні 2011 року в Олега Слаутіна закінчився контракт з «Вітебськом».
З 2010 року перейшов у футзал, а з 2013 року суміщає кар'єру футзаліста та пляжного футболіста.

## Досягнення

### Командні
БАТЕ
- Чемпіонат Білорусі з пляжного футболу
  -  Чемпіон (1): 2013

- Кубок Білорусі з пляжного футболу
  -  Володар (1): 2013

### Особисті
- Найкращий пляжний футболіст Білорусі 2013